# A piacere (Musik)

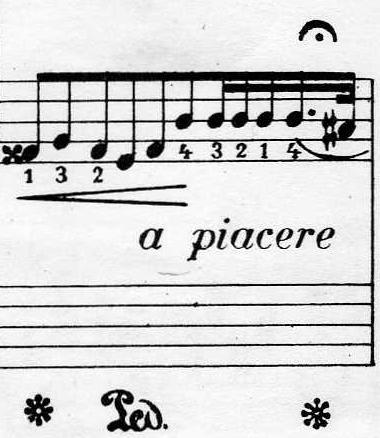
Beispiel für A piacere in der Ungarischen Rhapsodie No. 2 von Franz Liszt

A piacere (auch a piacimento ist italienisch sprich a piatschere, a piatschiménto: nach Gefallen, nach Belieben) ist eine Spielanleitung in der Musik. Die musikalische Bezeichnung a piacere für „frei im Vortrag“ (etwa als freies Tempo), besagt, dass der Spielende die Freiheit erhält, die betreffenden (meist kadenzartigen) Stellen nach eigenem Gefallen oder Gutdünken vorzutragen. Typischerweise betrifft dies das Tempo und das Rubato in einer bestimmten Passage.
Siehe auch: ad libitum